# Stenogyne sessilis
Stenogyne sessilis là một loài thực vật có hoa trong họ Hoa môi. Loài này được Benth. miêu tả khoa học lần đầu tiên vào năm 1835.